# Pedicia daimio
Pedicia daimio är en tvåvingeart som först beskrevs av Matsumura 1916.  Pedicia daimio ingår i släktet Pedicia och familjen hårögonharkrankar. Inga underarter finns listade i Catalogue of Life.